# Детидетей
Детидетей — белорусская группа из Минска, игравшая в стиле лёгкого рока. Её костяк составили актёры минских театров во главе с Анной Хитрик.

## История
Коллектив образовался в 2005 году. Как-то перед премьерой спектакля «Ивонна» в Минском Купаловском театре молодые актёры Рома Подоляко и Михаил Зуй решили поздравить режиссёра-постановщика Александра Гарцуева и в качестве подарка преподнести составленную ими песню. Исполнить её предложили Анне Хитрик, поскольку знали, что девушка поёт. Аккомпанировать согласился Дима Есеневич. Песня понравилась, а ребят, в свою очередь, «зацепил» сам процесс совместного творчества. Тогда Анна и предложила создать музыкальную группу. Работа пошла, участники использовали свои наработки, и уже первый концерт прошёл на ура, впечатлив зрителей своей необычностью, глубиной и искренностью.
За год своего существования группа стала известной в столице. Появились новые инструменты, люди, идеи и песни. «Детидетей» появились на радио и телевидении, отыграли около десяти концертов, вышел первый студийный альбом, а также концертный ДВД. Как говорили сами участники, материала хватит на ещё два диска, которые слушатели очень ждут. Однако через аудиозапись не прочувствовать ту энергетику и честность, которую театральные Детидетей приносят на свои выступления, потому их надо не только слушать, но и смотреть.
В конце мая 2010 года «Детидетей» объявили об уходе в бессрочный творческий отпуск. После этого Есеневич и Зуй занялись собственным проектом «ili-ili», а Хитрик, Глушицкая, Чимбаевич и Сапоненко организовали новую группу «S°unduk», с которой продолжили концертную и студийную работу.

## Стиль
Елена Соболевская с портала «LiveSound.by» по итогам сольного концерта сравнивала группу с «Без билета»: «Есть одна группа, дух которой схож ДЕТЬМИДЕТЕЙ: „beZ bileta“. Ясно видно общее настроение, свобода на сцене и в творчестве, не забуду упомянуть о том, что в записи новой пластинки группы участвовал Виталик Артист».

## Дискография

### Альбомы
- Конверты для снов (2007)[6]
- ОтЛично (2008)[7]
- РУХ (2010)[8]

### DVD
- Концертник (2007)

## Клипография
- Не надо (2007)
- Звонкая (2007)
- Синее-синее (2008)
- Трамвай

## Участники
- Анна Хитрик: вокал, аккордеон
- Михаил Зуй: гитара, бэк-вокал
- Дмитрий Есеневич: гитара
- Павел Чимбаевич: бас-гитара, баян, аккордеон
- Владимир Лихошапко: джэмбе, дудки-флейты, глёки
- Андрей Сапоненко: барабаны, перкуссия
- Юлия Глушицкая: виолончель